# Gmina Serokomla
Die Gmina Serokomla ist eine Landgemeinde im Powiat Łukowski der Woiwodschaft Lublin in Polen. Ihr Sitz ist das gleichnamige Dorf mit mehr als 1000 Einwohnern.

## Gliederung
Zur Landgemeinde (gmina wiejska) Serokomla gehören folgende 16 Ortschaften mit einem Schulzenamt:
Bielany Duże
Bronisławów
Charlejów
Czarna
Ernestynów
Hordzież
Józefów Duży
Krzówka
Leonardów
Nowa Ruda
Pieńki
Poznań
Ruda
Wola Bukowska
Wólka
Weitere Orte der Gemeinde sind Bronisławów Duży und Bronisławów Mały.